# Волоківська сільська територіальна громада
Волоківська сільська громада — територіальна громада України, у Чернівецькому районі Чернівецької області. Адміністративний центр — село Волока.
Площа громади — 55,92 км², населення — 6201 мешканець (2018).
Утворена в рамках адміністративно-територіальної реформи 2015 року. До складу громади ввійшли Валя-Кузьминська та Волоківська сільські ради Глибоцького району, які 11 серпня 2015 року ухвалили рішення про добровільне об'єднання громад. А 14 серпня 2015 року утворення громади затверджене рішенням обласної ради.

## Населені пункти
До складу громади входять 4 села: Валя Кузьмина, Волока, Грушівка та Круп'янське.